# Entomobrya anthema
Entomobrya anthema är en urinsektsart som beskrevs av John L. Wray 1962. Entomobrya anthema ingår i släktet Entomobrya och familjen brokhoppstjärtar. Inga underarter finns listade i Catalogue of Life.